# Campionati europei di corsa in montagna 1999
I V Campionati europei di corsa in montagna si sono disputati a Bad Kleinkirchheim, in Austria, il 4 luglio 1999 sotto il nome di European Mountain Running Trophy 1999. Il titolo maschile è stato vinto da Antonio Molinari, quello femminile da Izabela Zatorska.

## Uomini Seniores
Individuale
| Pos.    | Atleta           | Nazione     | Tempo  |
| ------- | ---------------- | ----------- | ------ |
| Oro     | Antonio Molinari | Italia      | 52'17" |
| Argento | Arnaud Fourdin   | Francia     | 52'34" |
| Bronzo  | Richard Findlow  | Inghilterra | 53'20" |
| 4       | Martin Bajcicak  | Slovacchia  | 53'48" |
| 5       | Simone Lenzi     | Italia      | 53'53" |
| 6       | Leonid Tihkonov  | Russia      | 54'00" |
| 7       | Chris Robison    | Scozia      | 54'02" |
| 8       | Robert Quinn     | Scozia      | 54'17" |
| 9       | Andrea Erni      | Svizzera    | 54'21" |
| 10      | Peter Schatz     | Austria     | 54'37" |

Squadre
| Pos.    | Squadra  | Punti |
| ------- | -------- | ----- |
| Oro     | Italia   | 21    |
| Argento | Svizzera | 32    |
| Bronzo  | Francia  | 38    |

## Donne Seniores
Individuale
| Pos.    | Atleta               | Nazione     | Tempo  |
| ------- | -------------------- | ----------- | ------ |
| Oro     | Izabela Zatorska     | Polonia     | 55'37" |
| Argento | Angela Mudge         | Scozia      | 57'18" |
| Bronzo  | Johanna Baumgartner  | Germania    | 57'43" |
| 4       | Isabelle Guillot     | Francia     | 47'45" |
| 5       | Heather Heasman      | Inghilterra | 58'08" |
| 6       | Svetlana Demidenko   | Russia      | 58'20" |
| 7       | Irena Sadkova        | Rep. Ceca   | 58'35" |
| 8       | Maria Grazia Roberti | Italia      | 59'02" |
| 9       | Evelyne Mura H.      | Francia     | 59'13" |
| 10      | Line Kuster          | Francia     | 59'20" |

Squadre
| Pos.    | Squadra  | Punti |
| ------- | -------- | ----- |
| Oro     | Francia  | 23    |
| Argento | Germania | 28    |
| Bronzo  | Italia   | 42    |

## Medagliere
| Posizione | Paese       | Oro | Argento | Bronzo | Totale |
| --------- | ----------- | --- | ------- | ------ | ------ |
| 1         | Italia      | 2   | 0       | 1      | 3      |
| 2         | Francia     | 1   | 1       | 1      | 3      |
| 3         | Polonia     | 1   | 0       | 0      | 1      |
| 4         | Germania    | 0   | 1       | 1      | 2      |
| 5         | Svizzera    | 0   | 1       | 0      | 1      |
| 5         | Scozia      | 0   | 1       | 0      | 1      |
| 7         | Inghilterra | 0   | 0       | 1      | 1      |